# The Three Words to Remember in Dealing with the End
The Three Words to Remember in Dealing with the End é o primeiro EP da banda de pop punk All Time Low, lançado em 2004 pela gravadora Emerald Moon Records.

## Faixas
1. "Hit the Lights (Tribute To A Night, I'll Never Forget)"
2. "The Next Best Thing"
3. "Last Flight Home"
4. "Memories That Fade Like Photographs"

## Créditos
- Alexander William Gaskarth – Vocal, Guitarra Base
- Jack Bassam Barakat – Guitarra, Back Vocal
- Robert Rian Dawson – bateria
- Zachary Steven Merrick – Baixo, Back Vocal